# Prag 7

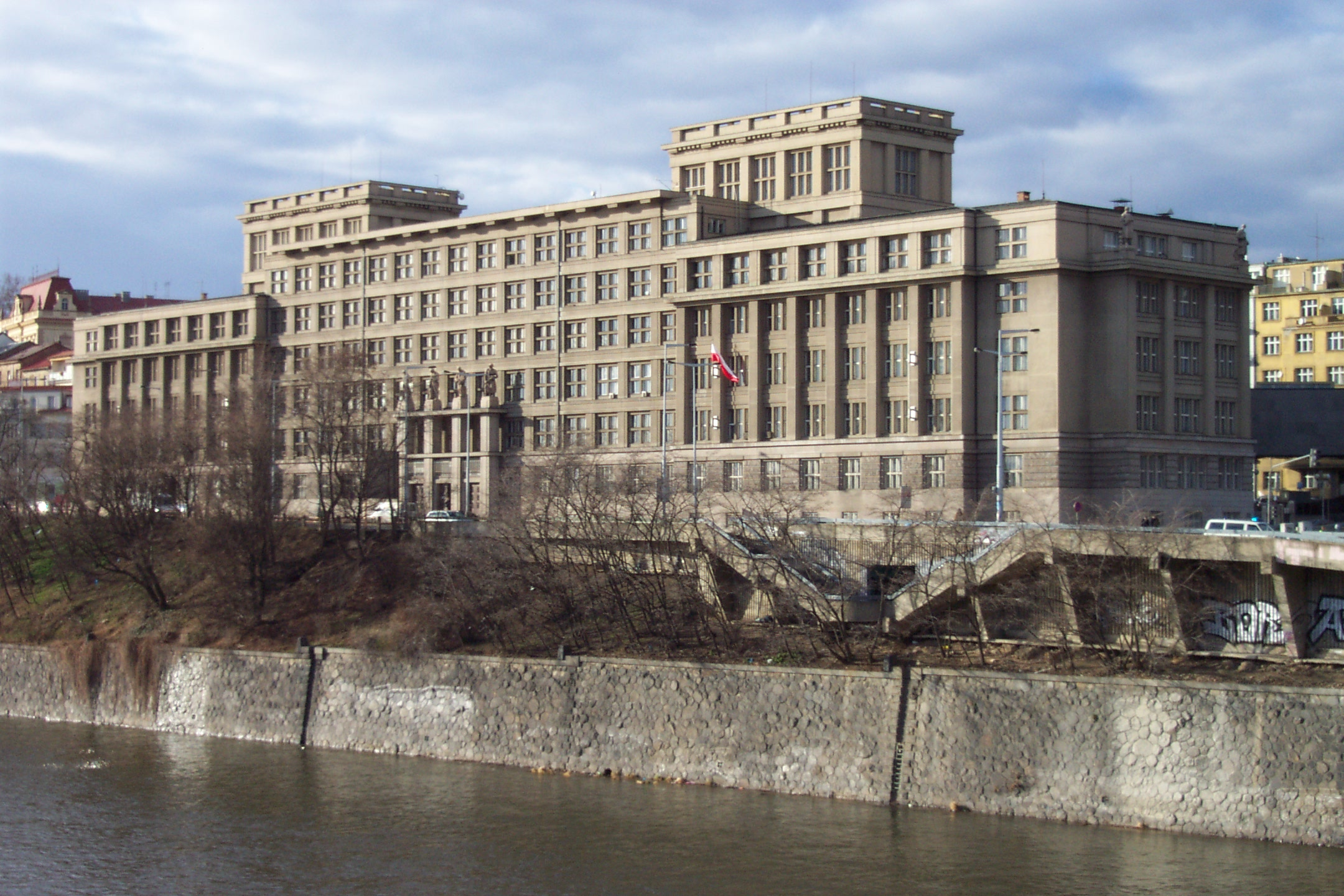
Finanzamt in Holešovice

Prag 7 ist ein Verwaltungsbezirk sowie ein Stadtteil der tschechischen Hauptstadt Prag. Zum Verwaltungsbezirk Prag 7 gehören die beiden Stadtteile Prag 7 und Prag-Troja. Zum Stadtteil Prag 7 wiederum gehören der Großteil der Katastralgemeinde Holešovice, etwa die Hälfte von Bubeneč und ein kleiner Teil von Libeň.
Der Bezirk ist einer der kleinsten Prags und liegt auf der Burgseite, der größte Teil schmiegt sich wie eine Halbinsel in die zwei Biegungen der Moldau und reicht im Norden bis nach Troja, in die Nähe des Zoos. Verkehrstechnisch ans Prager Zentrum angebunden ist er durch die Metrolinie C. Bekannt ist Prag 7 als Standort des Prager Zoos sowie für das Stadion des Fußballclubs AC Sparta, das Zentrum für zeitgenössische Kunst DOX und das Messegelände Výstaviště. Die hier angesiedelten Parks Stromovka und Letná-Gärten (tschechisch: Letenské sady) zählen zu den größten Parkanlagen der Stadt.

## Letná
Letná zeichnet sich durch seine Grünanlagen aus, die Letná-Gärten, die sich über die gleichnamige Letná-Anhöhe ziehen. Aussichts- und Treffpunkt ist das frühere Stalin-Denkmal, auf dem heute ein überdimensioniertes Metronom steht. Zu den Ausflugszielen der Prager gehört außerdem das Letná-Schlösschen (Letenský zámeček).

## Holešovice
An das Arbeiter- und Industrieviertel Holešovice aus dem 19. Jahrhundert erinnern noch heute vereinzelte Schornsteine und Fabrikhallen. Architektonisch bedeutsam ist das Gebäude des Messepalais (Veletržní palác), ein Bauwerk im Funktionalstil. Heute dient es als Museum der Nationalgalerie.

## Bubeneč
Bubeneč ist ein zweigeteilter Stadtteil, der teils zu Prag 7 und teils zu Prag 6 gehört. Im 7er-Teil liegt der Sitz des AC Sparta.